# Чемпионат мира по горнолыжному спорту 1970
21-й чемпионат мира по горнолыжному спорту прошёл с 8 по 15 февраля 1970 года в долине Валь-Гардена, Италия.

## Общий медальный зачёт
| Место | Страна    | Золото | Серебро | Бронза | Всего |
| ----- | --------- | ------ | ------- | ------ | ----- |
| 1     | Франция   | 3      | 5       | 2      | 10    |
| 2     | Швейцария | 2      | 0       | 1      | 3     |
| 3     | Австрия   | 1      | 2       | 1      | 4     |
| 4     | США       | 1      | 1       | 2      | 4     |
| 5     | Канада    | 1      | 0       | 0      | 1     |
| 6     | Австралия | 0      | 0       | 1      | 1     |
| 6     | Польша    | 0      | 0       | 1      | 1     |

## Медалисты

### Мужчины
| Дисциплина        | Золото         | Серебро        | Бронза                |
| ----------------- | -------------- | -------------- | --------------------- |
| Скоростной спуск  | Бернард Русси  | Карл Кордин    | Малькольм Милн        |
| Гигантский слалом | Карл Шранц     | Вернер Бляйнер | Думенг Джованоли      |
| Слалом            | Жан-Ноэль Ожер | Патрик Рюссель | Билли Кидд            |
| Комбинация        | Билли Кидд     | Патрик Рюссель | Анджей Бахледа-Цурусь |

### Женщины
| Дисциплина        | Золото         | Серебро        | Бронза               |
| ----------------- | -------------- | -------------- | -------------------- |
| Скоростной спуск  | Аннерёсли Црид | Изабель Мир    | Аннемари Мозер-Прёль |
| Гигантский слалом | Бетси Клиффорд | Ингрид Лаффорг | Франсуаза Макки      |
| Слалом            | Ингрид Лаффорг | Барбара Кокран | Мишель Жако          |
| Комбинация        | Мишель Жако    | Флоранс Стёрер | Мэрилин Кокран       |